# Трига

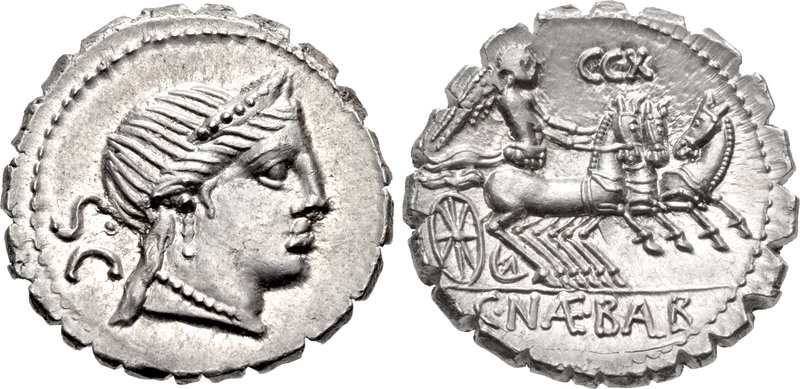
Давньоримський денарій із зображенням триги, 79 р. до н. е.

Три́га (лат. triga, множина trigae) — давньоримська колісниця, запряжена трьома кіньми. Візник на тризі називається тригарій (trigarius), Місце для тренувань тригаріїв — тригаріум (тригарій).
Спосіб запрягання триги схожий з таким у квадриги, відмінність полягає у відсутності одного з підпряжних (funali). Два корінних коні (jugales) мають хомути, з'єднані з дишлем. Один підпряжний тягне за посторонки; він йде праворуч або ліворуч від корінних, тому запряжка є асиметричною. На бойових колісницях підпряжний зазвичай розташовувався ліворуч, на перегонових, навпроти, праворуч. Посторонки виготовляли з прядив'яних мотузок.
Наритники включали нашийний ремінь і черевний ремінь, з'єднані з хомутом. Останній з'єднувався з дишлем за допомогою кільця. Нашийний і черевний ремені могли з'єднуватися між собою мартингалом. Упряж корінних коней була міцнішою порівняно з упряжжю підпряжних.